# I (Kim Dzsedzsung-album)
Az I Kim Dzsedzsung dél-koreai K-pop-sztár 2013. január 17-én megjelent rockalbuma. Az album producere a Sinawe rockegyüttes énekese, Kim Bada, Kim Dzsedzsung dalszövegíróként maga is közreműködött a dalszerzésben. A lemezen hallható a The Jackal is Coming című film betétdala is. A minialbum előrendelési rekordot döntött Japánban.

## Fogadtatás
Az első kimásolt dal, a One Kiss vezette az iTunes Store letöltőlistáját Japánban, Szingapúrban, Tajvanon, Thaiföldön és Vietnámban. A Mine című dal videóklipje 2013. január 17-én jelent meg, az albummal egy időben. Az I vezette a Hanteo valós idejű, napi és heti slágerlistáját, valamint a Kaon 3. heti slágerlistáját is. A lemezből két hét alatt 120 000 darab fogyott. Az album második helyen debütált a Billboard World Charton.

## Dallista
| #  | Cím                        | Dalszöveg           | Zene                                | Hossz |
| -- | -------------------------- | ------------------- | ----------------------------------- | ----- |
| 1. | One Kiss                   | Kim Dzsedzsung      | Kim Bada                            |       |
| 2. | Mine                       | Kim Dzsedzsung      | Kim Bada, 숀Sean                    |       |
| 3. | 내안 가득히 (Nean kadunhi) | 전해성 Cson Heszong | 전해성 Cson Heszong                 |       |
| 4. | 나만의 위로 (Namani viro)  | Kim Dzsedzsung      | Kim Dzsedzsung                      |       |
| 5. | All Alone                  | Kim Dzsedzsung      | Kim Dzsedzsung, 김세진 Kim Szedzsin |       |

## Minevideóklip
A Mine videóklipje 2013. január 17-én jelent meg, rendezője I Szangkju, aki a dalszövegben kifejezett „magányt és gyötrelmet” próbálta meg visszaadni. A videó sötét koncepciójú, hatvan óra alatt forgatták le egyhuzamban, hét helyszínen. A videóban élő állatokat is felvonultattak: kígyót, hollókat és egy baglyot. A jelenetek forgatása közben Kim Dzsedzsung könnyebben megsérült.

## Újracsomagolt verzió:Y
Az I újracsomagolt verziója két új dallal február 26-án jelent meg. A lemezből 50 000 példány fogyott két nap alatt.
| #  | Cím                      | Dalszöveg                 | Zene                      | Hossz |
| -- | ------------------------ | ------------------------- | ------------------------- | ----- |
| 1. | Kiss B                   | Kim Dzsedzsung, 이유 I Ju | Kim Dzsedzsung, 이유 I Ju |       |
| 2. | Only Love                | Kim Dzsedzsung, Flowsik   | Kim Dzsedzsung, Flowsik   |       |
| 3. | 내 안 가득히             |                           |                           |       |
| 4. | All Alone                |                           |                           |       |
| 5. | One Kiss                 |                           |                           |       |
| 6. | 나만의 위로              |                           |                           |       |
| 7. | Mine                     |                           |                           |       |
| 8. | One Kiss (Instrumental)  |                           |                           |       |
| 9. | All Alone (Instrumental) |                           |                           |       |

## Eladási adatok
| Ország    | Slágerlista | Kiadás | Eladás  | Összesen |
| Dél-Korea | Kaon        | I      | 144 927 | 206 927  |
| Dél-Korea | Kaon        | Y      | 62 000  | 206 927  |
| Japan     | Oricon      | I      | 22 994  | 28 296   |
| Japan     | Oricon      | Y      | 5302    | 28 296   |

## Slágerlista-helyezések

### Heti listák
| Ország    | Slágerlista                  | Legmagasabb helyezés |
| Dél-Korea | Kaon heti lista              | 1                    |
| Dél-Korea | Hanteo heti lista            | 1                    |
| Japán     | Oricon heti lista            | 8                    |
| USA       | Billboard World Albums Chart | 2                    |

### Havi listák
| Ország    | Slágerlista       | Legmagasabb helyezés |
| Dél-Korea | Kaon havi lista   | 2                    |
| Dél-Korea | Hanteo havi lista | 2                    |
| Japán     | Oricon havi lista | 29                   |

### Kislemezlisták
| Ország    | Slágerlista | Dal      | Legmagasabb helyezés |
| Dél-Korea | Kaon        | "Mine"   | 8                    |
| Dél-Korea | Kaon        | One Kiss | 15                   |

### Videóklip-helyezések
| Ország      | Slágerlista              | Klip | Legmagasabb helyezés |
| Dél-Korea   | KBS Music Bank           | Mine | 16                   |
| Thaiföld    | Channel [V] Asian Chart  | Mine | 1                    |
| Németország | German Asian Music Chart | Mine | 1                    |
| Kína        | Yinyuetai                | Mine | 1                    |